# Ružomberok
Ružomberok (maďarsky Rózsahegy, německy Rosenberg, 2. pád v češtině Ružomberku) je univerzitní město na severu Slovenska, ležící v Žilinském kraji, na řece Váh v regionu Liptov. Žije zde přibližně 26 tisíc obyvatel. První písemná zmínka pochází z roku 1233.

## Historie

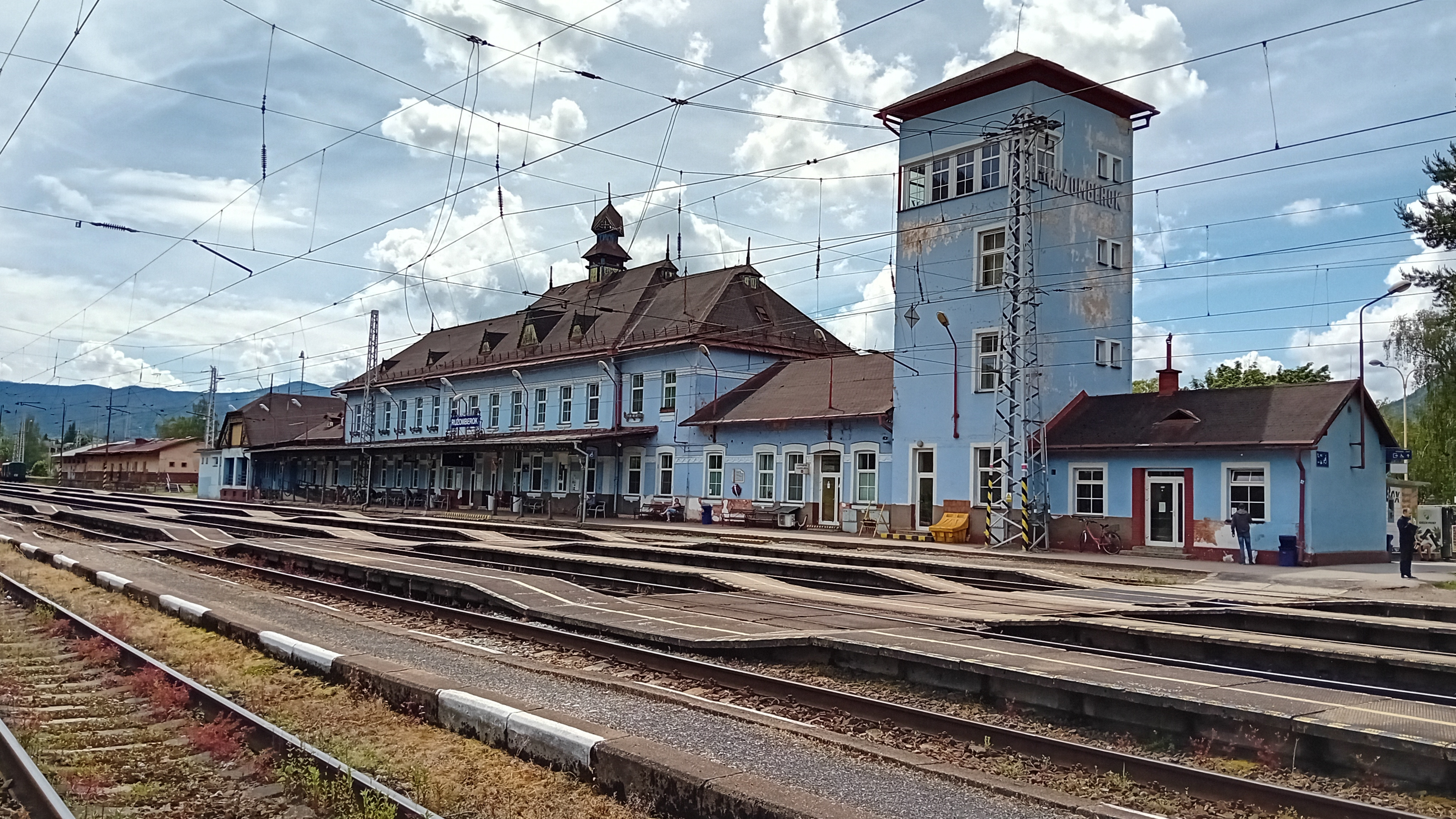
Železniční stanice

Město bylo založeno ve 13. století a roku 1318 obdrželo městská práva. Od roku 1390 bylo pak součástí hradního panství Likava a v 17. století se stalo jeho správním centrem. 
V roce 1729 zde bylo založeno piaristické gymnázium. V roce 1888 zde byla pro toto gymnázium postavena nová budova.
V 19. století byl centrem slovenských politických a podnikatelských snah – vznikla zde Slovenská banka, vycházel tu i časopis Hlas; pocházel odsud i slovenský politik a katolický kněz Andrej Hlinka. Roku 1944 i zde vypuklo Slovenské národní povstání.

## Přírodní poměry
Do správního území města zasahuje národní parky Nízké Tatry a Velká Fatra. Kromě nich v něm leží národní přírodní památka Brankovský vodopád a přírodní památky Bukovinka, Dogerské skaly, Jazierske travertíny, Krkavá skala, Matejkovský kamenný prúd a Vlčia skala.

## Místní části
- Černová
- Biely Potok (Ružomberok)
- Hrboltová
- Vlkolínec
- Rybárpole
- Staré Mesto

## Průmyslový rozvoj
Ze zemědělské, dřevařské a ovčácké práce vznikla řemesla, která se později sdružila do četných cechů. Z nich se začaly vytvářet menší podniky, z nichž se v poslední třetině 19. století, i díky vybudování Košicko-bohumínské železnice, začal rodit významný slovenský průmysl. Konkrétně šlo o rozvoj papírenského a textilního průmyslu, zpracování dřeva, ale také o rozvoj cihelny (1871), brynzárny (1850) a zápalkálny (1890). S rozvojem průmyslu ve městě vznikaly i slovenské peněžní ústavy (Ružomberský účastinářský úvěrový spolek (1879) a Lidová banka). V poslední třetině 19. a v první polovině 20. století se Ružomberok stal významným finančním a průmyslovým centrem Slovenska.
Na tradici výroby papíru navázala v roce 1883 založená továrna na dřevovinu a lepenku (Bílý Potok). Z těchto tradic došlo ke vzniku nového závodu Solo (1880) a v letech 1907 a 1908 ke vzniku dalšího závodu, který časem dostal jméno Supra. V západní části města začal koncem 19. století (1894) vyrůstat další velký průmyslový kolos - Rybárpolská textilka, která se postupně stala největší v Uhersku. Kromě zmiňovaného velkého průmyslu působilo ve městě mnoho středních a menších podniků. Počtem obyvatel byl Ružomberok v prvních dekádách 20. století největším slovenským městem.
Po nástupu komunistického režimu město postupně ztrácelo svůj význam a ve srovnání s okolními městy stagnoval jeho rozvoj. Město ztratilo nadlouho sídlo okresu, kterým se stal Liptovský Mikuláš, zde jsou i kořeny určité nevraživosti mezi liptovskými městy.
Nyní je město na Slovensku známé především svým průmyslovým zaměřením. Ve městě se nachází celulózo-papírenská fabrika patřící do mezinárodní skupiny Mondi s názvem Mondi SCP, která zaměstnává kolem 1500 zaměstnanců a je tak největším zaměstnavatelem v Ružomberku a okolí. Fabrika byla také hlavním sponzorem městského fotbalového klubu MFK Ružomberok.
V minulosti byl Ružomberok známý textilní výrobou, která byla zastoupena nyní (od 2006) již zkrachovalou fabrikou Texicom, dříve BZVIL - Bavlnárske závody Vladimíra Iljiče Lenina. Během své nejúspěšnější éry zaměstnávaly Bavlnárske závody více než 5000 zaměstnanců a výrobky byly dodávány do celé bývalé Východní Evropy.
Město Ružomberok se stalo obchodním a hlavně nákupním centrem, když během několika let byly ve městě vybudovány supermarkety Jednota, Billa, Kaufland, Lidl, Tesco a obchodní centra Stop Shop a City Market.

## Doprava
Město Ružomberok se nachází na železniční trati č.180 Košice–Žilina, na které leží také stejnojmenná stanice. Okolo Ružomberku vede slovenská dálnice D1, přes kterou v tomto úseku vede evropská silnice E50. Paralelně s dálnicí D1 vede přes Ružomberok slovenská silnice I/18. Obě silnice se zde křižují s evropskou silnicí E77 (slovenská silnice I/59), která spojuje Ružomberok s Banskou Bystricí, a to přes horské sedlo Donovaly.

## Turismus
Ružomberok je známý především svým hornatým okolím, které je často vyhledávané i náročnými turisty a horolezci. Město se nachází v blízkosti Nízkých Tater, Velké Fatry a Chočských vrchů, které umožňují lehké i středně těžké túry.
Součástí Ružomberka je také osada Vlkolínec, která je zapsána na seznamu světového dědictví UNESCO. Představuje unikátní památkovou a lidovou rezervaci. Nedaleko města se nachází lyžařské středisko Skipark Ružomberok, známé také pod jménem Malinô Brdo. V okolí se nacházejí mnohá menší lyžařská střediska, která jsou vyhledávána především domácí klientelou. Ve městě se nachází krytá městská plovárna. Nedaleko Ružomberka leží obec Lúčky, lázeňská vesnička v Chočských vrších.

## Vzdělávání
Ve městě sídlí Katolická univerzita v Ružomberku a Gymnázium sv. Andreja.

## Pamětihodnosti
- Kostel svatého Ondřeje z přelomu 13. a 14. století
- Kostel Povýšení sv. Kříže
- Synagoga
- Galerie Ľudovíta Fully

## Osobnosti
- Ján Burjan (1886–1945), slovenský a československý politik, poslanec Revolučního národního shromáždění
- Ľudovít Fulla (1902–1980), malíř a grafik
- Andrej Hlinka (1864–1938), politik, katolický kněz
- Jiří Holý (1923–2009), herec
- Andrej Hrnčiar (* 1973), primátor města Martin
- Pavol Juráš (* 1982), režisér a scénograf
- Marian Kočner (* 1963), podnikatel
- Peter Lorre (1904 – 1964), slavný hollywoodský herec
- Peter Marcin, (* 1966), herec a moderátor
- Helena Petránková (1904–1968), slovenská farmaceutka, plukovnice československé armády
- Vlasta Průchová (1926–2006), česká jazzová zpěvačka
- Augustín Ráth (1873–1942), první slovenský rektor Univerzity Komenského
- Jozef Rydlo (* 1948), politik
- Karol Sidor (1901–1953), novinář, politik
- Vavro Šrobár (1867–1950), politik, lékař
- Jozef Vengloš (1936–2021), československý fotbalista a fotbalový trenér